# Казанский кинофестиваль
«Каза́нский междунаро́дный фестива́ль мусульма́нского кино́» — российский открытый фестиваль мусульманского кино, один из крупнейших отечественных киносмотров. Создан в 2004 году в Москве как некоммерческое партнёрство «Международный фестиваль мусульманского кино „Золотой минбар“», проводился под этим названием по 2009 год. С 2005 года ежегодно проводится в городе Казани Республики Татарстан.
Концепция фестиваля отражена в его девизе: «Через диалог культур — к культуре диалога». В программу форума отбираются фильмы, несущие идеи миротворчества, веротерпимости, толерантности, рассказывающие о способах построения межнационального диалога, вне зависимости от вероисповедания автора. В профессиональной среде Казанский кинофорум получил статус «фестиваля гуманного кино».
Международное жюри в разные годы возглавляли Владимир Хотиненко, Карен Шахназаров, Вадим Абдрашитов. Почётными гостями фестиваля были: Катрин Денев, Изабель Аджани, Марк Дакаскос, Эдриан Броуди, Орнелла Мути, Кшиштоф Занусси, Никита Михалков, Эльдар Рязанов, Евгений Миронов, Аристарх Ливанов, Александр Митта, Игорь Петренко, Алла Сурикова, Армен Джигарханян, Лидия Федосеева-Шукшина, Владимир Меньшов и другие.
Победителями фестиваля в разные годы стали фильмы: «Мусульманин» (1995) режиссёра Владимира Хотиненко (Россия), «Колдун» Октая Мир-Касыма (Азербайджан), «Слеза холода» Азизоллы Хамиднезаде (Иран), «Баба Азиз» Насера Хемира (Франция-Германия-Тунис-Венгрия-Иран-Великобритания), «Ми для мамы» Расула Моллаголипура (Иран), «Джодха и Акбар» Ашутоша Говарихера (Индия), «Одна война» (2009) режиссёра Веры Глаголевой (Россия), «Крупица сахара» Сеида Мир-Карими (Иран), «Круги» Срджана Голубовича (Сербия).
Традиционно церемонии открытия и закрытия кинофестиваля проходят в казанском культурно-развлекательном комплексе «Пирамида». Показы конкурсной и параллельной программ проводятся одновременно на нескольких площадках города Казани.
Фестиваль поддерживается Президентом Республики Татарстан, мэрией города Казани, министерством культуры Республики Татарстан и Советом муфтиев России.
Учредителями Казанского кинофестиваля являются министерство культуры Республики Татарстан и администрация города Казани.

## История

### I—V фестивали (2005—2009)
Российский международный фестиваль мусульманского кино учреждён в апреле 2004 года под наименованием «Золотой минбар» в городе Москве.
Годом открытия казанского кинофестиваля принято считать 2005-й, когда фестиваль начал проходить в городе Казани. После некоторых разногласий между устроителями в 2009 году принимающей стороной принято решение о самостоятельном проведении дальнейших фестивалей и отказе от первоначального варианта названия «Золотой минбар» с сохранением истории и нумерации.

### VI фестиваль (2010)
Новым успехом становится фестивальный сезон 2010 года. Шестой Казанский международный фестиваль мусульманского кино проходит в период с 15 по 19 сентября 2010 года. Среди почётных гостей — оскароносный американский актёр и продюсер Эдриан Броуди.
Оргкомитет кинофестиваля получил заявки на участие из 60 стран мира. В результате отбора в конкурсную часть фестиваля попали 52 фильма, во внеконкурсную — ещё 24 киноработы. Отборочную комиссию возглавлял Овидио Салазар (Соединённое Королевство).
В состав жюри вошли Анна Брайновски (Австралия), Мауро Мартино (Италия), Гуль Кират Панаг (Индия), Ментай Утепбергенов (Казахстан), Ассад Таха (Объединённые Арабские Эмираты), Юксел Аксу (Турция), Шахрияр Бахрани (Иран), Иван Максимов (Россия), Михаил Михайлов (Россия).
Победителями первого кинофестиваля стали:
- Лучший полнометражный игровой фильм — «Бибинур» (режиссёр Юрий Фетинг, Россия)
- Лучший анимационный фильм — «Жасминовые птицы» (Сулафа Хиджази, Сирия)
- Лучшая режиссура полнометражного игрового фильма — Ферейдун Хассанпур («Свой путь», Иран)
- Лучший сценарий полнометражного игрового фильма — Айдар Акманов и Андрей Чернышов («Ловец ветра», Россия)
- Лучшая операторская работа полнометражного игрового фильма — Георгий Беридзе («Семья», Казахстан—Германия—Россия—Франция)
- Лучшая мужская роль в полнометражном игровом фильме — Бахадыр Болтаев («Гастарбайтер», Россия)
- Лучшая женская роль в полнометражном игровом фильме — Фирдаус Ахтямова («Бибинур», Россия)
- Лучший короткометражный игровой фильм — «Светло-красный» (режиссёр Мухаммад Хамад, Египет)
- Лучший полнометражный документальный фильм — «Американский джихадист» (режиссёры Марк Клэйвел и Джоди Дженкинс, США)
- Лучший короткометражный документальный фильм — «Женщины в борьбе» (режиссёр Бусайна Канаан Хури, Палестина)
- Специальный приз президента Республики Татарстан «За гуманизм в киноискусстве» — «Билал» (режиссёр Сурав Саранджи, Индия)
- Специальный приз организации «Тюрксой» за отражение культуры и традиций народов тюркского мира — Али Хамраев и Болотбек Шамшиев
- Специальный приз генерального спонсора фестиваля — приз зрительских симпатий — «Меня зовут Кхан» (режиссёр Каран Джохар, Индия) и «Один — ноль» (режиссёр Камла Абу Зекри, Египет)
- Приз гильдии киноведов и кинокритиков России — Ясмин Чуикх («Джин») и Лина Асадуллина («Между слов»).

### VII фестиваль (2011)
Седьмой фестиваль прошёл в Казани с 6 по 11 сентября 2011 года. Помимо просмотра и оценки кинофильмов, проводились мастер-классы, творческие встречи, фестиваль любительского кино и показ мусульманской моды.
На фестивале был представлен 91 фильм из 29 стран мира, в том числе в конкурсе участвовала 41 кинолента (15 игровых, 16 документальных, 10 короткометражных), а также 19 анимационных работ. Бесплатные показы всех фильмов фестиваля прошли в кинотеатре Grand Cinema в молле Сувар-Плаза.
В международное жюри входили тунисский писатель и режиссёр Насер Кемир, турецкий актер Неджати Шашмаз, иорданский режиссёр и продюсер Аббас Эль-Арнаут, иранский режиссёр Тахмина Милами и россияне киновед Наталья Лукиных и режиссёр Фарид Бикчантаев. Председателем жюри являлся российский режиссёр и актер Владимир Хотиненко, лауреат первого фестиваля мусульманского кино «Золотой Минбар» в Казани в 2005 году с нашумевшим фильмом «Мусульманин».
Среди почётных гостей фестиваля — Орнелла Мути, Армен Джигарханян, Лидия Федосеева-Шукшина, Ивар Калныньш, Дмитрий Дюжев, Кирилл Сафонов, Ольга Кабо, Андрей Панин, Сергей Астахов и другие.
Победителями кинофестиваля стали:
- «Лучший полнометражный игровой фильм» — «Мой впечатляющий кинотеатр» (режиссёр Лу Янг, Китай)
- «Лучший анимационный фильм» — «Мост» (Дина Великовская, Россия)
- «Лучшая режиссура полнометражного игрового фильма» — Д. Родимин («Чужая мать», Россия)
- «Лучший сценарий полнометражного игрового фильма» — А. Имамович («Белведерье», Босния и Герцеговина)
- «Лучшая операторская работа полнометражного игрового фильма» — Б. Баш («Зефир», Турция)
- «Лучшая мужская роль в полнометражном игровом фильме» — А. Имамович («Белведерье», Босния и Герцеговина)
- «Лучшая женская роль в полнометражном игровом фильме» — («Чужая», Германия)
- «Лучший короткометражный игровой фильм» — «Енмеш» (режиссёр А. Аскаров, Россия)
- «Лучший полнометражный документальный фильм» — «Shooting vs shooting» (режиссёр Н. Мегрелис, Греция)
- «Лучший короткометражный документальный фильм» — «Кочевье» (режиссёры Молдосеит Мамбетакунов и Артыкпай Суюндуков, Киргизия)
- Специальный приз президента Республики Татарстан «За гуманизм в киноискусстве» — «Тегеран» (режиссёры Дариуш Мехруджи, Мехди Карампур, Иран)
- Специальный приз организации «Тюрксой» за отражение культуры и традиций народов тюркского мира — «Зефир» (Б. Баш, Турция)
- Специальный приз генерального спонсора фестиваля — лучший отечественный проект — «Крутая Римма» (Владимир Левин, Россия)
- «Приз зрительских симпатий» — «Свет с Востока» (Ш. Махмудов, Узбекистан)
- Приз Гильдии киноведов и кинокритиков России — «Чужая» (Фео Аладаг, Германия).

### VIII фестиваль (2012)
В состав отборочной комиссии и жюри входят выдающиеся деятели искусства — кинорежиссёры, операторы, киноведы со всего мира. Кроме того в экспертный совет приглашены представители ДУМ и РИУ. Международная общественность проявляет большой интерес к Казанскому фестивалю. Из года в год возрастает число участников и количество заявленных фильмов. На I фестиваль было заявлено 40 киноработ из 12 стран мира, на VII фестиваль — более 400 кинофильмов из 67 стран мира.
Фестиваль мусульманского кино, где собираются известные деятели киноискусства, представители различных стран мира, разнообразных культур и конфессий становится авторитетной площадкой для обсуждения не только проблем кинематографа, но и решения более глобальных вопросов современности.
Среди почётных гостей: Андрей Сергеевич и Егор Кончаловские, Марина Зудина, Валерий Золотухин, Сергей Шакуров, оскароносный режиссёр-документалист Дэн Линдси, Андрей Смоляков, Н. Углицких, В. Лангерова, Александр Орлов и Алла Будницкая, Л. Наврозошвили и др. В состав жюри под руководством Давлатназара Худоназарова вошли уважаемые кинематографисты разных стран: Гульбара Толомушева, Лине Халврсон, Надер Талебзадех, Бурчин Саит Ялчин.

### IX фестиваль (2013)
Для участия в IX Казанском международном фестивале мусульманского кино было прислано более 450 заявок 54 стран мира (в том числе, впервые — Македония, Сенегал, Мальдивы). Наибольшее количество заявок прислано из следующих стран: Россия (79), Иран (79), Турция (21), Франция (20), Индия (11), Великобритания (9), Германия (8), Италия (8).
Отборочная комиссия под председательством известного российского кинокритика с большим опытом работы на международных кинофестивалях Сергея Лаврентьева выбрала 50 работ для участия в конкурсе: это 20 игровых (10 полнометражных и 10 короткометражных), 20 документальных (аналогично — полный и короткий метр) и 10 анимационных лент — из 27 стран мира.
Оценивало фильмы международное жюри под руководством советского и российского кинорежиссёра, сценариста, продюсера, генерального директора киноконцерна «Мосфильм» Карена Шахназарова. В состав жюри также вошли кинокритик и культуролог Вера Лангерова (Чехия), иранский режиссёр и продюсер Дариуш Мехруджи (Dariush Mehruji), сценарист и режиссёр Камара Камалова (Узбекистан), кинокритик Али Коса (Турция), кинокритик Людмила Перегудова (Украина), Разиль Валеев (Татарстан).
Победители:
Приз «За лучший полнометражный игровой фильм»
«Круги» / «Circles»
вручается режиссёру Срджану Голубовичу
Приз «За лучшую режиссёру полнометражного игрового фильма»
Хала Лотфи
«Новый день. Новая надежда» / «Coming Forth By Day»
Приз «За лучший сценарий полнометражного игрового фильма»
Марджан Ашрафизаде, Али Ашгари
«Письма под дождём» / «Wet Letters»
Приз «За лучшую мужскую роль в полнометражном игровом фильме»
Небойша Глоговац, Леон Лючев
«Круги» / «Circles»
Приз «За лучшую женскую роль в полнометражном игровом фильме»
Масумех Хасемипур
«Письма под дождём» / «Wet Letters»
Приз «За лучшую операторскую работу полнометражного игрового фильма»
Олег Лукичев
«Иван, сын Амира»
Приз «За лучший короткометражный игровой фильм»
«Отец»
вручается режиссёру Айнуре Исмаиловой
Приз «За лучший полнометражный документальный фильм»
«Поколение Кундуз — Чужая война» / «Generation Cunduz — Der Krig der Anderen»
вручается режиссёру Мартину Гернеру
Приз «За лучший короткометражный документальный фильм»
«Тающий остров»
вручается режиссёру Фаризу Ахмедову
Приз «За лучший анимационный фильм»
«Масулех» / «Masouleh»
вручается режиссёру Холамрезе Бахрам Азими
Специальный приз Международной организации тюркской культуры «Тюрксой»
Рашит Челикезер
режиссёр фильма «Душа» / «Сan»
Специальный Приз Президента Республики Татарстан
Максим Швачко
режиссёр фильма «Конец игры»
Специальный приз Совета муфтиев России
«Звучит азан под небом Беларуси»
вручается режиссёру Сергею Лукьянчикову
Специальный приз Гильдии киноведов и кинокритиков России
«Белые люди» / «The White Men»
вручается режиссёрам фильма Алессандро Балтера и Маттео Тортоне
Специальный приз Федерального агентства по делам Содружества Независимых Государств, соотечественников, проживающих за рубежом, и по международному гуманитарному сотрудничеству («Россотрудничество»)
«Чиппенддейл»
вручается режиссёру Камиле Сафиной
Почётными гостями IX Казанского кинофестиваля стали Кшиштоф Занусси (польский режиссёр), Андрис Лиепа (артист театра балета), Шамиль Хаматов (актер театра и кино), Владимир Меньшов (режиссёр, актер), Дмитрий Дюжев (режиссёр, актер), Валентина Талызина (народная артистка театра и кино), Максим Панфилов (режиссёр), Иван Форгач (кинокритик из Венгрии), М. Вучкович (киновед из Сербии), Аббас Арнаут (генеральный директор фестиваля «Аль-Джазира»), Тахар Хоучи (киножурналист, арт-директор кинофестиваля в Женеве) и др.
Помимо конкурсной программы вниманию зрителей была предложена обширная параллельная программа.

### X фестиваль (2014)
На участие в юбилейном фестивале было прислано свыше 500 заявок из 56 стран мира.
11 сентября 2014 года в столице Татарстана завершился X Казанский международный фестиваль мусульманского кино. Закрытие по традиции прошло в культурно-развлекательном комплексе «Пирамида».
Гости: актрисы Ирина Алфёрова, Алёна Бабенко, режиссёры Егор Кончаловский, Вера Глаголева, Йос Стеллинг и Алла Сурикова, телеведущий и режиссёр Александр Гордон, а также режиссёры-номинанты фестиваля, члены международного жюри, киноведы, приглашённые эксперты, представители культурного сообщества Татарстана.
В 2014 году Казань объявлена культурной столицей тюркского мира, поэтому одним из первых был вручён Специальный приз Международной организации тюркской культуры «Тюрксой» — он достался фильму турецкого режиссёра Файсала Сойсала «Перекрёсток». Режиссёр принял приз из рук заслуженного деятеля искусств, лауреата Государственной премии Узбекистан, режиссёра и кинодраматурга, почётного гостя фестиваля Али Хамраева. 
Специальный приз мэра города Казани И. Р. Метшина вручила заместитель руководителя Исполнительного комитета города Лейла Фазлеева — приз достался фильму режиссёра Салавата Юзеева «Курбан-роман: история с жертвой».
Председатель отборочной комиссии фестиваля, киновед, кинокритик, историк кино Сергей Лаврентьев и кинокритик и кинообозреватель, редактор отдела кино газеты «Культура»'Светлана Хохрякова вручили призы «Гильдии киноведов и кинокритиков России». «Белый слон» остался в Казани — им отметили картину татарстанского режиссёра Алексея Барыкина «Сухая река», снятую по произведениям Дениса Осокина. Почётный диплом «Гильдии киноведов и кинокритиков России» был также вручён режиссёру Джамалю Аль-Гхайлану из Королевства Бахрейн за фильм «Частное место».
Член Международной федерации кинопрессы, член Союза кинематографистов Кыргызстана Гульбара Толомушева вручила особый приз — «Специальное упоминание жюри» режиссёру Илдару Матурову (Россия) за работу над фильмом «Туфан есть Туфан».
Татарстан: «Лучший анимационный фильм» и «Лучшая мужская роль в полнометражном игровом фильме». Приз в номинации «Лучшая мужская роль» получил Даниил Шигапов за роль Юсуфа в фильме «Курбан-роман: история с жертвой» режиссёра Салавата Юзеева (Россия).
Не присутствовала на церемонии и актриса Тамара Миронова, получившая награду в номинации «Лучшая женская роль в полнометражном игровом фильме» за фильм «Бабу». Приз, вручённый известным актёром и режиссёром Егором Кончаловским, будет отправлен в Белоруссию.
Приз за «Лучший сценарий полнометражного игрового фильма» получил фильм из Бразилии «Последняя остановка». Его режиссёру Марсио Кури вручил драматург, член Союза писателей Татарстана, член жюри Мансур Гилязов. В ответном слове Марсио Кури поблагодарил организаторов фестиваля и жюри за проделанную большую работу и заверил, что он как режиссёр очень старался воплотить замысел сценариста на экран.
Почётный гость фестиваля, талантливая актриса Ирина Алферова, вручая награду оператору Левану Капанадзе в номинации «Лучшая операторская работа полнометражного игрового фильма» за фильм А. Котта «Испытание» (Россия), поблагодарила всех операторов за то, что они умеют делать актёров красивыми в кадре.
Приз номинации «Лучшая режиссура полнометражного игрового фильма» поделили между собой Октай Мир-Касым из Азербайджана за фильм «Умереть отмщенным. Письма из прошлого» и иранец СалемСалавати за фильм «Прошлой зимой». Получая награду, Октай Мир-Касым поблагодарил организаторов фестиваля, членов жюри и руководство Республики Татарстан на 10 языках мира, в том числе на немецком, арабском и татарском.
«Лучшим короткометражным документальным фильмом» была названа картина «Калифорнийские мусульмане» Суфиана Берричи из Франции. Продюсер этого фильма Абдеррахме Хеджоудже поблагодарил за награду и признался, что полюбил фестиваль и жителей города за время пребывания на казанской земле.
Награда в номинации «Лучший полнометражный документальный фильм» досталась фильму о последствиях войны «Афганистан 2014 — в деталях» режиссёров Рази и Сойхелы Мохеби (Италия-Афганистан). Ещё один фильм тревожной военной тематики — «Февраль» (о депортации чеченцев в 1940-х гг.) — победил в номинации «Лучший короткометражный игровой фильм» .
Гран при — приз за «Лучший полнометражный игровой фильм» — торжественно назвал председатель жюри Ходжакули Нарлиев. Главный приз фестиваля был присуждён фильму «Путь Халимы» режиссёра из Хорватии Арсена Антона Остойича. Ходжакули Нарлиев сказал много тёплых слов в адрес Казанского кинофестиваля. «Человек не может обойти весь мир, но имя его может, — сказал он. — Сегодня „имя“ Татарстана известно во многих стран мира, так как здесь проходит Международный фестиваль мусульманского кино. Как свадьба оценивается по числу и достоинству гостей, приглашённых на неё, так и ваш фестиваль украшают очень хорошие фильмы». Арсен Остойич, получивший награду, был очень скромен, он сказал, что уже то, что зрители Казани посмотрели его фильм, он считает главной наградой и своей победой.

### XI фестиваль (2015)
«Лучший полнометражный игровой фильм» (присуждается продюсеру или режиссёру)
«Курманжан Датка» («Королева Гор» / режиссёр Садык Шер-Нияз (Кыргызстан)
«Лучший сценарий полнометражного игрового фильма» (вручается автору сценария)
«Лицо в пепле» / режиссёр, сценарист, продюсер Шавахан Идрес (Ирак)
«Учитель» / режиссёр Носир Саидов (Таджикистан)
Приз вручается сценаристу Сафару Хакдодову
«Лучшая режиссура полнометражного игрового фильма» (вручается режиссёру)
«Без границ» / режиссёр Амирхуссейн Азгари (Иран)
«Лучшая операторская работа полнометражного игрового фильма» (вручается оператору)
«Имена неизвестны» / режиссёр, сценарист Дамодаран Биджу Кумар (Индия)
Приз вручается оператору М. Дж. Радхакришнану
«Лучшая женская роль в полнометражном игровом фильме»
«Побег из Москвабада» / режиссёр Дарья Полторацкая (Россия)
Приз вручается актрисе Марии Машковой
«Лучший короткометражный игровой фильм» (вручается продюсеру или режиссёру)
«Хлопнул дверью и ушёл» / режиссёр Салават Юзеев (Россия)
«Лучший полнометражный документальный фильм» (вручается продюсеру или режиссёру)
«Война непрощённых» / режиссёр Денис Красильников (Россия)
«Лучший короткометражный документальный фильм» (вручается продюсеру или режиссёру)
«Василий Ерошенко. Дорога к солнцу» / режиссёр Екатерина Дорофеева (Россия)
«Лучший анимационный фильм» (присуждается продюсеру или режиссёру)
«Когда я была ребёнком» / режиссёр Марьям Кашкулиния (Иран)
«Лучшая мужская роль в короткометражном игровом фильме»
«Хлопнул дверью и ушёл» / режиссёр Салават Юзеев (Россия)
Приз вручается актёру Ильдусу Габдрахманову
Специальное упоминание жюри
«Белый воробушек» / режиссёр Диловар Султонов (Таджикистан)
«Ни пуха, ни пера» / режиссёр Рим Шарафутдинов (Россия)
Специальный приз Президента Республики Татарстан «За гуманизм в киноискусстве»
«Прошлое вернётся» / режиссёр Дина Хамза (Египет, Норвегия, Франция)
Специальный приз мэра города Казани
«Под знаком любви. Композитор София Губайдулина в Казани» / режиссёр Степан Белов (Россия)
Специальный приз Международной организации тюркской культуры «Тюрксой»
«Рудольф Нуриев. Рудик» / режиссёр Фарид Давлетшин (Россия)
Специальный приз «За успешный молодёжный проект»
Киноальманах «Ближе, чем кажется» / режиссёры Наталия Беляускене, Герман Дюкарев, Андрей Ким, Максим Воскобоев, Алёна Рубинштейн (Россия)
Специальный приз «За вклад в экранизацию татарской литературы»
«Белые цветы» / режиссёр Ренат Аюпов (Россия)

### XII фестиваль (2016)
На XII Казанский международный фестиваль мусульманского кино было прислано свыше 700 заявок из более чем 50 стран. В конкурсную программу вошли 60 фильмов из 33 стран.
«Лучший полнометражный игровой фильм»
«Бессмертный»
Режиссёр — Хади Мохагех
«Лучшая режиссура полнометражного игрового фильма»
«Божество Дьесегой»
Режиссёр — Сергей Потапов
«Лучший сценарий полнометражного игрового фильма»
«Ничьё дитя»
Автор сценария — Вук Ршумович
«Лучший полнометражный документальный фильм»
«Я хочу быть королём»
Режиссёр — Мехди Ганжи
«Лучший короткометражный документальный фильм»
«Ата Бейит»
Режиссер Алижан Насиров,
«З/К»
Режиссёр — Руслан Валеев
«Лучшая операторская работа полнометражного игрового фильма»
«Бессмертный»
Оператор — Рузбех Райга
«Лучшая мужская роль в полнометражном игровом фильме»
«Смирение»
Ансамбль актёров (Хариц Хазиг, Иззи Риф, Намрон)
«Лучшая женская роль в полнометражном игровом фильме»
«Норжмаа»
Бадема
«Лучший анимационный фильм»
«Долесу»
Режиссёр — Алёна Ребезова
"Лучший фильм в номинации «Россия молодая»
«Мама»
Режиссёр — Кирилл Плетнёв
«Личное дело»
Режиссёр — Андрей Носков
Специальный приз Президента Республики Татарстан «За гуманизм в киноискусстве»
Вручается режиссёру Тунку Мона Риза
за фильм «Смирение»
Специальный приз мэра города Казани
Вручается режиссёру Ренату Хабибуллину
за фильм «Мечеть Марджани. История воплощённых традиций»
Специальный приз Гильдии киноведов и кинокритиков России
Вручается режиссёру Тунку Мона Риза
фильм «Смирение»
«За соответствие девизу фестиваля и универсальный взгляд на семейные ценности»
Дипломы Гильдии киноведов и кинокритиков России вручаются:
Альгису Арлаускаусу
фильм «Заговор сумасшедших» —
«За творческую солидарность и внимание к судьбе художника-подвижника»,
Альмоханнаду Кальфуму
фильм «Жасмин» —
«За поэтическое воплощение веры ребёнка в мир без войны».
Специальное упоминание жюри
«Мой Дагестан. Исповедь»
Режиссёр — Мурад Ибрагимбеков